# Statiegeld

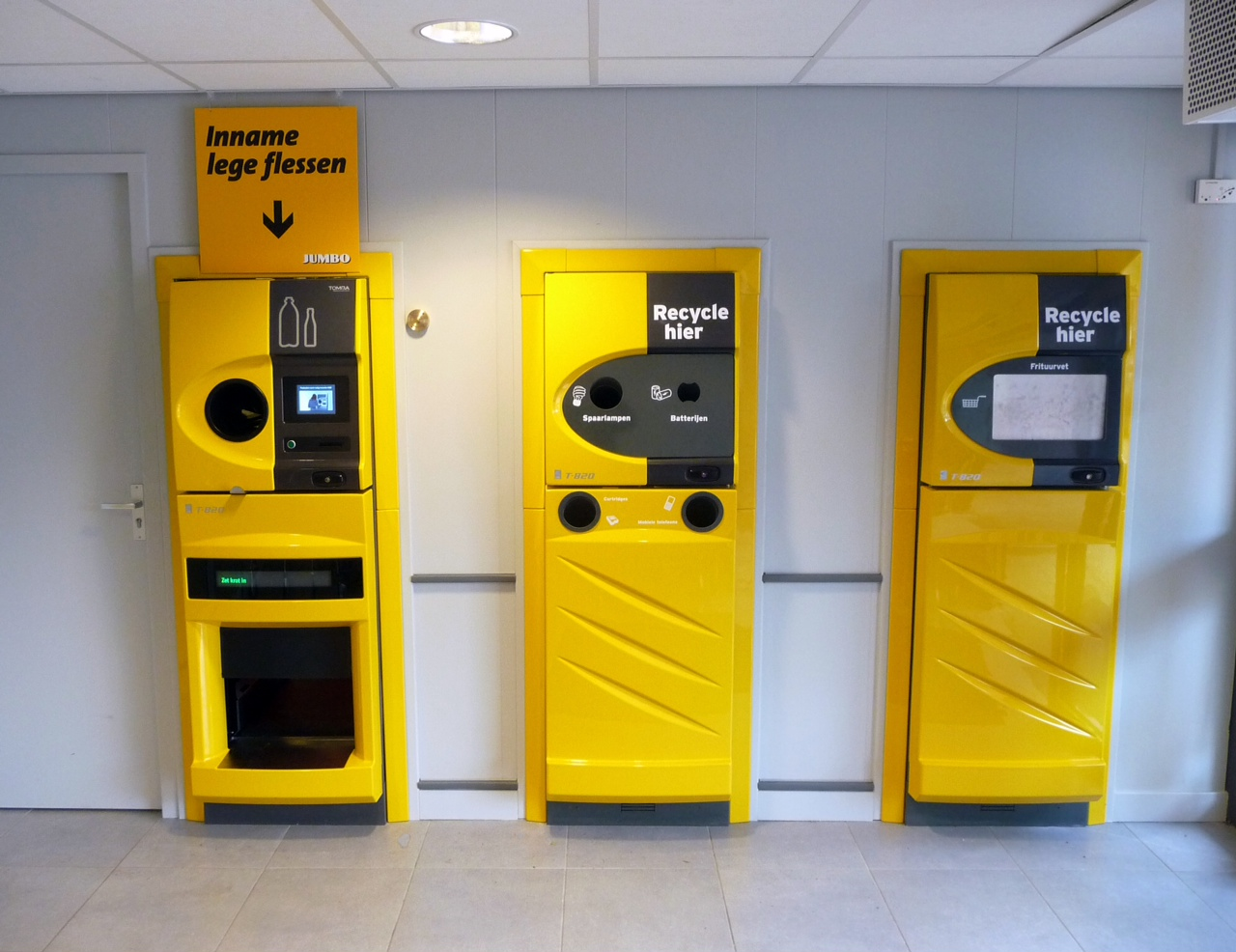
Statiegeldautomaat in een supermarkt in 2011

Statiegeld in Europa.
Statiegeld op petflessen en blikjes
Statiegeld op petflessen en blikjes gepland
Geen statiegeld op petflessen en blikjes

Statiegeld, ook stageld of consigne, Surinaams-Nederlands depositogeld, is een klein bedrag dat wordt geheven bij de aankoop van een product en dat wordt terugbetaald als de koper de verpakking van het product na gebruik weer inlevert. Dit gebeurt vaak via een statiegeldautomaat.

## Ontstaan
Statiegeld is ooit begonnen als methode van de leveranciers van producten om de kosten voor hun verpakkingsmateriaal zo laag mogelijk te houden. Door hergebruik van flessen en in sommige gevallen ook glazen potten werden de kosten gedrukt. Zo introduceerde de bierbrouwers in Geertruidenberg een statiegeld op tonnen, vaten en kinnetjes (ongeveer 39 liter, een half vat) in 1796. Rond 1980 werden de kosten van verpakkingen, zoals glas, echter zo laag, dat hergebruik om die reden niet meer kosteneffectief was. Gebruikt glas wordt vooral ingezameld via de glasbak, waarna het tot nieuw glas wordt omgesmolten, in plaats van de oude flessen te reinigen en opnieuw te vullen. Want ook het transport en reinigen van flessen is milieubelastend.
In Vlaanderen werd op de blikken koekjesdozen van Jules Destrooper oorspronkelijk statiegeld geheven. Na verloop van tijd schakelde het bedrijf over op kartonnen dozen, onder andere door de opkomst van de warenhuizen, die geen verpakkingen wilden terugnemen.
In de jaren 50 tot 80 van de 20e eeuw werd in Nederland en België vooral statiegeld geheven op de flessen waarin melk werd verkocht. Nadat melkflessen meer en meer verdwenen en vervangen werden door het melkpak, verdween deze vorm van statiegeld. Daarvoor in de plaats kwam statiegeld op (1 liter) petflessen voor frisdrank per 1 oktober 1991. Met de komst van de euro bedraagt dit statiegeld in Nederland sinds eind 2001 € 0,25 per fles, terwijl het daarvoor ƒ 1 (€ 0,45) was.

## Nederland
In Nederland wordt er statiegeld geheven op de meeste bierflessen en kratten. De minimale hoogte van het statiegeld, bedoeld in artikel 12 en 13 van het Besluit beheer verpakkingen 2014 is in artikel 6 van de Regeling beheer verpakkingen bepaald op € 0,15 voor kunststof flessen met een inhoud van minder dan 1 liter en voor drankblikjes, en op € 0,25 voor kunststof flessen met een inhoud vanaf 1 liter. Voor glazen flessen zijn er in de regeling geen bepalingen voor de hoogte van het statiegeld.
Statiegeld op kleine plastic flesjes geldt sinds 1 juli 2021, statiegeld op blikjes sinds 1 april 2023. Winkels van minder dan 200 m² hoeven geen flessen of blikjes in te nemen, hoewel de klant ook daar statiegeld moet betalen. Flessen en blikjes met de  nieuwe statiegeldlogo's kunnen bij alle innamepunten in Nederland worden ingeleverd, ongeacht waar ze gekocht zijn.
Met ingang van 1 januari 2024 zijn Stichting Afvalfonds Verpakkingen, Nedvang, Kennisinstituut Duurzaam Verpakken (KIDV) en Stichting Nederland Schoon (Supporter van Schoon) samengegaan in één stichting. Sinds 1 maart 2024 heet deze Verpact.
De Inspectie Leefomgeving en Transport (ILT) heeft Verpact gemaand dat het recyclingpercentage snel dient te verbeteren. Slaagt de organisatie daar niet in dan dreigen dwangsommen. Het ILT doet de suggestie het statiegeld op kleine en grote plastic flessen te verhogen tot €0,50. Voor glazen flesjes en voor blikjes is voor zover bekend geen suggestie gedaan.
In Nederland is er statiegeld voor grote kunststof flessen voor water of frisdrank vanaf 1 liter (€ 0,25) en kleine van minder dan 1 liter (€ 0,15), glazen bierflessen (€ 0,10 voor gewone en € 0,20 voor beugelflessen) en kratten (€ 0,75/€ 1,50 voor halve/hele kratten). Wettelijk moest er vanaf 31 december 2022 statiegeld op blikjes zijn, maar volgens de branche kon dit pas vanaf april 2023. De Raad van State ging mee met de Stichting Afvalfonds Verpakkingen en bepaalde dat het systeem pas op 1 april in werking hoefde te treden.
Er wordt geen statiegeld geheven op plastic flessen voor zuivel of puur sap, maar wel op sap met water en/of suiker.
Meestal worden plastic flessen omgesmolten, en glazen flessen hergebruikt. Het doel is het tegengaan dat de verpakkingen in het milieu terechtkomen, en/of dat ze als restafval worden ingeleverd. Bij bijvoorbeeld nascheiding van plastic is het laatste niet van toepassing op plastic flessen, maar het eerste nog wel. In Duitsland zijn statiegeldflessen ook wel van extra stevig plastic; die worden hergebruikt.
Deels brengen mensen die flessen en blikjes gekocht hebben de emballage zelf terug voor het statiegeld en het milieu. Daarnaast zijn er mensen die als broodwinning of bijverdienste voor het statiegeld de emballage verzamelen van anderen, die het statiegeld niet de moeite van het inleveren waard vinden, en/of de verzamelaars willen steunen. Deze laten daartoe de emballage achter, hetzij gemakkelijk mee te nemen of door ze gewoon in een afvalbak te gooien waar de verzamelaar deze weer uitvist, vaak met een grijptang.

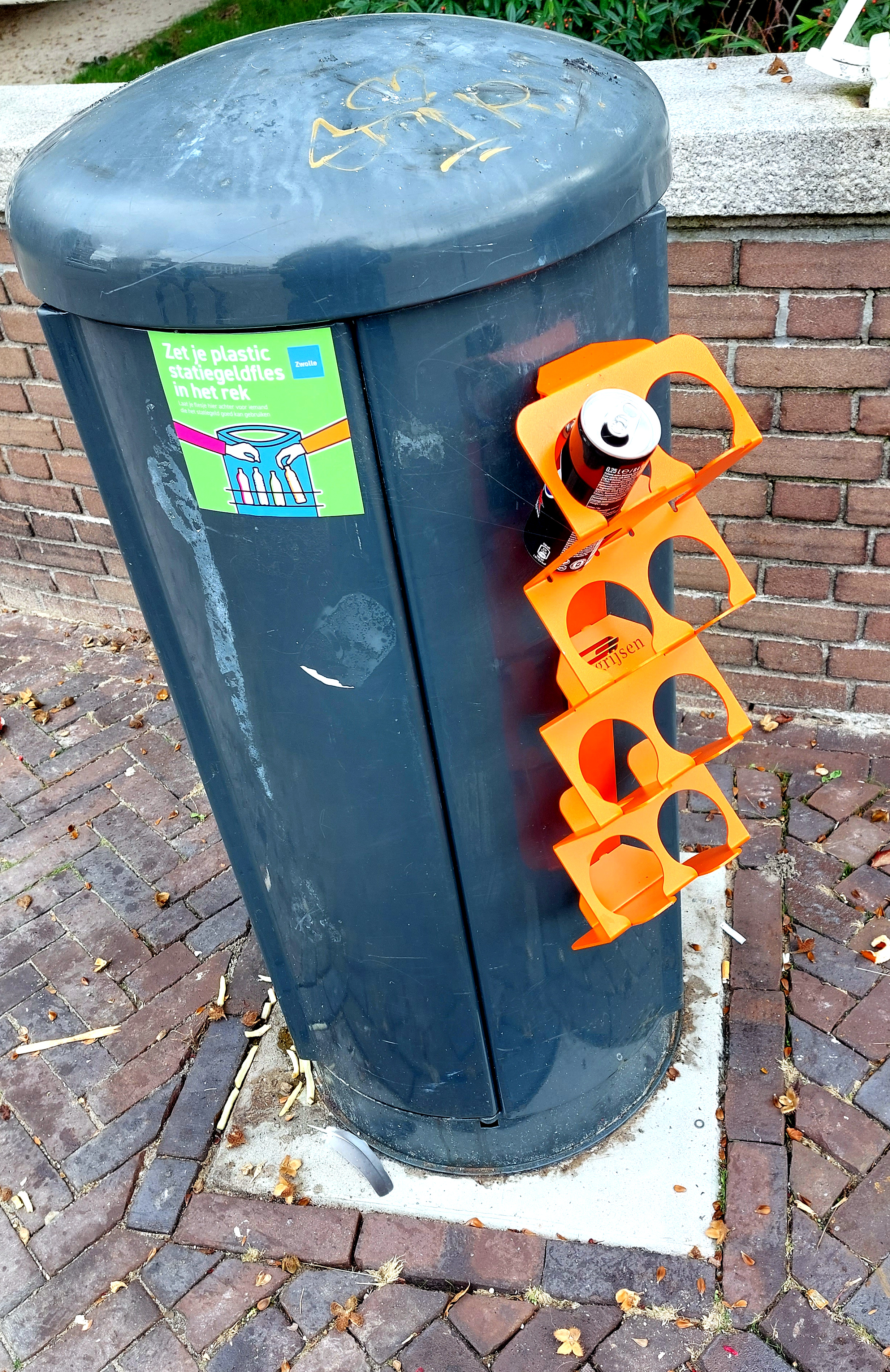
Doneerbeugel

Er worden ook wel houders om afvalbakken gemaakt, om het verzamelen gemakkelijker en hygiënischer te maken.
De gemeente Amsterdam neemt maatregelen tegen het openbreken van afvalbakken voor statiegeldflesjes, maar werkt nog niet met doneerringen. Een proef leerde dat in de ringen ook vaak ander afval belandt.
Voor supermarkten en klanten kan het lastig zijn als emballage in grote hoeveelheden tegelijk door verzamelaars wordt ingeleverd, doordat dit soms tot een lange wachttijd leidt bij de automaat. Supermarkten zijn verplicht dit toe te staan, maar mogen wel de uitbetaling beperken tot terugpinnen en verrekenen met boodschappen. Dit is sneller dan contant uitbetalen, maar kan voor sommige verzamelaars lastig zijn.

### Discussie uitbreiding statiegeld (1998–2011)
Minister Pronk (PvdA) in het kabinet-Kok II (1998–2002) en daarna staatssecretaris Van Geel (CDA, 2007–2010) hebben voorgesteld om statiegeld op blikjes in te voeren. Dit idee werd in 2006 weer ingetrokken, vooral door tegenstand van het bedrijfsleven. Als alternatief zou er strenger gecontroleerd worden op vervuilers. Op plekken waar veel fietsende scholieren langskomen werden soms zogenoemde blikvangers opgesteld. Maar dit bleek niet te helpen.

### Plan-Atsma en onthulling antistatiegeldlobby (2011–2016)
Er was in 2006 een wet aangenomen waarmee een statiegeldverplichting zou gelden op nagenoeg alle (niet-kartonnen) drankverpakkingen. De betreffende artikelen zijn nooit van kracht verklaard, maar zouden gaan gelden als het bedrijfsleven er niet in zou slagen hogere recycling te realiseren en de hoeveelheid zwerfafval terug te dringen. Volgens staatssecretaris Joop Atsma (CDA) waren die doelstellingen in 2011 in zicht en kon als beloning het geldende statiegeld op grote plastic flessen juist worden afgeschaft. De Vereniging van Nederlandse Gemeenten reageerde kritisch op dit plan van Atsma.
Op 7 maart 2012 vond in de Tweede Kamer een Algemeen Overleg plaats over de afvalbrief van staatssecretaris Atsma. Hierin werd voorgesteld dat statiegeld op grote plastic flessen afgeschaft kon worden daar het “niet kostenefficiënt” zou zijn. De Kamer was hier echter verdeeld over. Alleen de PVV en de VVD steunden Atsma.
Nadat staatssecretaris Atsma in maart 2012 uit een rapport van de Wageningen Universiteit had geciteerd dat het statiegeldsysteem voor plastic flessen ”peperduur” zou zijn, in de hoop het afgeschaft te krijgen, wezen voorstanders van statiegeld direct op onzorgvuldigheden in de berekeningen van het Wageningse onderzoek. Daarna werd een reeks klachten ingediend bij de Commissie Wetenschappelijke Integriteit van de Wageningense Universiteit. Deze commissie oordeelde in januari 2016 dat het bewuste rapport nooit gebruikt had mogen worden, dat de medewerkers niet zorgvuldig gehandeld hadden, en het rapport in strijd was met de Gedragscode Wetenschapsbeoefening.
Het verpakkende bedrijfsleven moest voldoen aan alle eisen uit de Raamovereenkomst Verpakkingen 2013–2022. Dit bleek op diverse punten niet het geval te zijn. Zo werd er pvc aangetroffen in verpakkingsmateriaal in supermarkten (in 101 van de 1324 onderzochte verpakkingen), wat niet overeenkomt met de eisen van de Raamovereenkomst. Staatssecretaris Mansveld (PvdA) stond daarom het afschaffen van statiegeld in 2014 nog niet toe. In 2015 werd duidelijk dat het plan van Atsma definitief niet doorging omdat de verpakkingsindustrie haar gemaakte afspraken niet nakwam.

### Invoering statiegeld op kleine flesjes en blikjes (2017–2023)
Op 14 februari 2017 bood Merijn Tinga (de 'Plastic Soup Surfer') 55.000 handtekeningen aan in de Tweede Kamer “voor uitbreiding van statiegeld op kleine flesjes”. Bij het aanbieden van de handtekeningen liet hij de aanwezige Kamerleden ook een door hemzelf opgestelde motie ondertekenen. De motie riep op tot “90% minder plastic zwerfflesjes binnen drie jaar”. Doordat het woord statiegeld niet in de motie voorkwam konden ook tegenstanders als CDA en VVD de motie ondertekenen. Deze motie werd twee dagen later in het algemeen overleg door toenmalig staatssecretaris Sharon Dijksma (PvdA) zonder stemming overgenomen door het kabinet. (Het is uniek in de Nederlandse parlementaire geschiedenis dat een door een burger geschreven motie zonder stemming wordt overgenomen).
In september 2017 stuurde het ministerie van Infrastructuur en Waterstaat de studie “Kosten en effecten van statiegeld op kleine flesjes en blikjes” naar de Tweede Kamer. Dat onderzoek was aangevraagd door staatssecretaris Sharon Dijksma. De conclusie van het onderzoek was dat statiegeld de aanwezigheid van flessen en blikjes in het zwerfafval met 70 tot 90 procent zal reduceren.
De Statiegeldalliantie ging van start in november 2017 met de vraag om statiegeld op alle flessen en blikjes in te voeren. Anno 2019 was de alliantie gegroeid naar 95 procent van de Nederlandse gemeenten, alle twaalf provincies, alle 21 waterschappen en 190 Nederlandse bedrijven en organisaties.
Bij een onderzoek van Radar Testpanel begin 2018 gaf 80% van de ondervraagden aan voor de uitbreiding van statiegeld op blikjes en flesjes te zijn. Bij een enquête door de Consumentenbond in begin 2018 reageerde 84% van de geënquêteerden positief op de uitbreiding naar kleine flesjes en 75% steunde invoering van statiegeld op blikjes.
Ook uit een onderzoek van EenVandaag onder 33.270 leden bleek 78% voorstander te zijn van statiegeld op kleine petflesjes en blikjes.
In april 2018 diende de Partij voor de Dieren een motie in in de Tweede Kamer met de vraag om statiegeld uit te breiden naar plastic flesjes en metalen blikjes. Als antwoord op de motie liet staatssecretaris voor Infrastructuur en Waterstaat Stientje van Veldhoven (D66) in een brief aan de Tweede Kamer weten dat statiegeld van 10 à 15 cent op kleine flesjes in 2021 zou worden ingevoerd, tenzij de verpakkingsindustrie er vóór die tijd in zou slagen de hoeveelheid plastic flesjes in het zwerfafval met 70 tot 90 procent te verminderen. Over blikjes, die op dat moment het grootste deel van het zwerfafval blijken te zijn, liet zij weten dat “afspraken over de blikjes politiek en bij bedrijfsleven niet haalbaar zijn”, tot ontsteltenis van de oppositie in de Tweede Kamer, en Milieuorganisaties als Fair Resource Foundation, Greenpeace, de Plastic Soup Foundation en Stichting De Noordzee.
Doordat de verpakkingsindustrie er niet in slaagde de hoeveelheid plastic flesjes in het zwerfafval met 70 tot 90 procent te verminderen, stuurde Van Veldhoven op 24 april 2020 haar besluit tot invoering van statiegeld op kleine plastic flessen en uitvoering moties blikjes aan de Tweede Kamer. Daarmee zou er op 1 juli 2021 statiegeld komen op de kleine plastic flesjes van minder dan 1 liter. Het statiegeld ging 15 eurocent bedragen. Op grote flessen bleef het statiegeld 25 eurocent. Als het bedrijfsleven er niet in zou slagen om het aantal blikjes in het zwerfafval met 70 procent te reduceren, dan kwam er in 2022 ook statiegeld op de blikjes, stelde de brief aan de Tweede Kamer. Op 9 oktober 2020 stuurde staatssecretaris Van Veldhoven de cijfers van Rijkswaterstaat over blikjes in het zwerfvuil in een brief aan de Tweede Kamer.
Op 3 februari 2021 verklaarde staatssecretaris Van Veldhoven dat statiegeld van 15 eurocent per blikje een feit zal zijn met ingang van 31 december 2022. De milieubeweging, bestaande uit milieuorganisaties Recycling Netwerk Benelux, Stichting De Noordzee, Plastic Soup Foundation, Plastic Soup Surfer, Greenpeace en Natuur & Milieu, reageerde meteen met lof voor de staatssecretaris. Ook de Statiegeldalliantie feliciteerde de staatssecretaris met haar besluit en sprak de hoop uit dat de Belgische regeringen snel zouden volgen. Uit een opiniepeiling van RTV Noord bleek dat 91 procent van de Nederlanders de beslissing van het demissionaire kabinet Rutte III voluit steunde. Honderden zwerfafvalrapers, gemeenten, organisaties en bedrijven reageerden verheugd. De hoofdredactie van de krant Trouw uitte op 5 februari felle kritiek op de supermarkten omdat ze het dossier twee decennia hadden geblokkeerd. De redactie van de krant riep de politieke partijen op om in het volgende regeerakkoord het statiegeld uit te breiden tot alle drankverpakkingen. Ook in België was het groot nieuws. CD&V-voorzitter Joachim Coens sprak de wens uit om het ook in België snel in te voeren.
In oktober 2021 waren er circa 4500 locaties in met name supermarkten, waar flessen met statiegeldmachines worden ingenomen. Daarnaast zijn er 2500 plaatsen met name bij tankstations en interne cateringlocaties waar kunststof flessen handmatig worden ingenomen. Tevens worden bij kleinere horecagelegenheden, sportverenigingen en scholen, kunststof flessen op andere wijze ingezameld, veelal met behulp van bakken. In veel gevallen wordt het statiegeld dan gedoneerd aan de betreffende vereniging of aan een goed doel. Statiegeld Nederland en de NS verwachtten dat begin 2022 ook innamepunten met statiegeldmachines op de vijf grootste NS-stations gereed zouden zijn, maar dit werd wat later: Utrecht Centraal was op 8 november 2022 het eerste station met een flesseninnameautomaat. Het streven is dit uit te breiden naar de 50 grootste NS-stations. Door na het inleveren met de Tikkie app een QR-code op het scherm van de automaat te scannen komt het statiegeld direct op de in de app ingestelde rekening.
Al twee maanden na invoering van statiegeld op plastic flesjes werden er aanzienlijk minder op straat en in de natuur gevonden. Tijdens World Cleanup Day 2021 op 18 september werden er 37% minder plastic flesjes gevonden dan voor de invoering.
In januari 2022 bleek door onderzoek van de zwerfafvalraper "Zwerfinator" Dirk Groot dat er 70% minder plastic flesjes op straat liggen.
De verpakkingsbranche wilde de wettelijke ingangsdatum van statiegeld op blikjes drie maanden uitstellen, nu met ingang van april 2023. De regering accepteerde dit niet in eerste instantie. Volgens het Afvalfonds Verpakkingen dreigde er een situatie dat consumenten statiegeld moesten betalen, maar niet terug kunnen krijgen.
De Raad van State ging mee met de verpakkingslobby en bepaalde dat het systeem pas op 1 april in werking hoefde te treden.

### Inzamelresultaten plastic drankflessen
Het percentage ingeleverde plastic flessen (grote en kleine) via statiegeld was in 2022 64% en in 2023 69%.

### Niet inleveren
In het algemeen is het geen probleem om een verpakking waarover statiegeld is betaald te houden of weg te gooien. Bij een winkelwagentje waar een muntje in is gestopt, is het duidelijk dat dit slechts bedoeld is als stimulans om het terug te brengen. Het muntje geeft geen recht een winkelwagen achter te houden: een winkelwagen vertegenwoordigt een veel grotere waarde dan het muntje. Los van dat het muntje in de winkelwagen zit. Een statiegeldverpakking vermeldt dat de fles eigendom blijft van de fabrikant. Soms gaat het dan niet om de wens het terug te krijgen, maar om te kunnen optreden tegen ongewenst gebruik.

## België

### 2017 – 2021
Uit onderzoek van de GfK Social and Strategic Research in 2018 bleek 82 procent van de Belgen voorstander te zijn van statiegeld op plastic flessen en blikjes.
De Statiegeldalliantie ging van start in november 2017 met de vraag om statiegeld op alle flessen en blikjes in te voeren. Deze overschreed twee jaar later de kaap van de 1000 partners, waaronder 62 procent van de Vlaamse gemeenten. Ook middenveldorganisaties zoals KVLV, Algemeen Boerensyndicaat, Beweging.net, Bond Beter Leefmilieu, Boomtown-festival, Ubuntu-festival, Think Pink, WWF, Testaankoop, Greenpeace, Masereelfonds, Natuurpunt, Oxfam, Proper Strand Lopers, Canal it Up, jongerenafdelingen van de politieke partijen, afvalintercommunales Limburg.net en bedrijven zoals Triodos Bank en Ecover. Ecover zette daarnaast een Statiegeld Store op in het centrum van Antwerpen. Op drie dagen tijd werden 7000 petflessen ingezameld.. De Statiegeldalliantie was een initiatief van de ngo Recycling Netwerk Benelux, met Rob Buurman als directeur.
In april 2019 startte in het Brussels Hoofdstedelijk Gewest een proefproject met statiegeld voor blikjes. Na de Brusselse gewestverkiezingen in 2019 kondigde de nieuwe Brusselse regering in haar regeerakkoord aan dat Brussel als eerste Belgische gewest statiegeld voor zowel blikjes als plastic flessen zou implementeren. De nieuwe Waalse regering kondigde in haar regeerakkoord aan dat het Waalse gewest eveneens de invoering van statiegeld of een retourpremie op flessen en blikjes zou verdedigen.
Fost Plus, de organisatie die instaat voor de inzameling en recyclage van huishoudelijk verpakkingsafval, is gekant tegen klassiek statiegeld via terugname-automaten. In 2018 verzetten ook de Vlaamse politieke partijen Open VLD als N-VA zich tegen het verplicht invoeren van statiegeld op plastic flessen en blikjes.
In 2020 hebben zowel de federale, Waalse als Brusselse regeringen het invoeren van statiegeld op plastic flessen en blikjes voorzien in hun regeerakkoorden. Enkel de Vlaamse regering heeft dit niet gedaan, maar voorziet een evaluatie in 2023. Voedingsfederatie Fevia, supermarktfederatie Comeos en hun vzw die de afvalinzameling coördineert, Fost Plus, waren in 2021 nog steeds tegenstanders van de invoering van statiegeld, ondanks het feit dat bewezen werd dat qua volume 40% van het zwerfafval uit blikjes en plastic flessen bestaat.

### 2022 – heden
In september 2022 kondigde Vlaams minister van Omgeving, Justitie, Toerisme en Energie, Zuhal Demir (N-VA) aan dat er tegen 2025 waarschijnlijk een systeem van statiegeld op PMD zal komen. Volgens het Vlaams regeerakkoord van 2019 moest er in 2021 20 procent minder zwerfafval zijn gevonden dan in het referentiejaar 2015. Die doelstelling werd niet bereikt waardoor Demir aankondigde dat de beslissing over statiegeld, die pas eind 2023 zou worden genomen, nog in 2022 zou moeten plaats vinden. In december 2022 kreeg Demir een mandaat om te onderhandelen met de andere Belgische regeringen over de praktische uitwerking van de invoering van het statiegeld zoals het bedrag van het statiegeld en de manier van inzamelen. Er zijn onder andere voorstellen om te werken met een digitaal scansysteem in plaats van met inzamelpunten en met een beloningssysteem.
Anno 2024 is er in België alleen statiegeld op hervulbare glazen flessen.

## Rest van de wereld

Statiegeld in Noord-Amerika
Statiegeld op meeste drankverpakkingen
Statiegeld alleen op bier/alcoholverpakkingen
Statiegeld afgeschaft
Geen statiegeld

In Duitsland, Denemarken, Zweden, Finland, Noorwegen, IJsland, Kroatië, Schotland, Estland, Litouwen, Israël en een aantal Amerikaanse, Canadese en Australische staten wordt statiegeld geheven op blikjes. In Noorwegen wordt gemiddeld ongeveer 95 procent van alle blikjes ingezameld, in Duitsland ongeveer 96 procent.
Anno 2020 hadden 39 landen en regio's ter wereld statiegeld op plastic flessen en blikjes ingevoerd. Binnen Europa wordt dit systeem onder andere toegepast in Duitsland en de Scandinavische landen.
In Australië hebben anno 2021 bijna alle staten en territoria een statiegeldsysteem ingevoerd. Tasmanië is van plan statiegeld in te voeren vanaf 2022 en Victoria als laatste vanaf 2023. In Canada heffen anno 2021 ook bijna alle provincies en territoria statiegeld op de meeste soorten drankverpakkingen. In Ontario zit er alleen statiegeld op verpakkingen van alcoholische dranken en Manitoba alleen op bierverpakkingen; Nunavut heeft als enige gebied überhaupt nog geen statiegeldprogramma.